# 2,6-Di-tert-butilfenol
2,6-Di-tert-butilfenol je organsko jedinjenje sa strukturnom formulom . Ovaj bezbojni čvrsti alkilisani fenol i njegovi derivati se industrijski koriste kao UV stabilizatori i antioksidansi za proizvode bazirane na ugljovodonicima, od petrohemikalija do plastike.

## Production
2,6-Di-tert-butilfenol se priprema reakcijom fenola sa izobutenom u prisustvu katalizatora aluminjium fenolata:
Na ovaj način se proizvede oko 2,5 miliona kilograma godišnje.